# 김필여
김필여(金必女, 1965년 9월 19일~)은 대한민국의 약사 출신 정치인이다. 제7대 안양시의원을 역임하였고, 現 안양시의회의원(제8대)으로 경희대약학대학(약사) 및 동국대 경영전문대학원을 졸업한 안양최초 여성시장 후보이다.
제8회 전국동시지방선거에서 국민의힘 당내 경선을 승리한 뒤, 안양시장 후보로 공천을 받아 출마 하였다.
- 제12대 한국마약퇴치운동본부 이사장
- 제8대 안양시의회 국민의힘 대표시의원(재선)
- 나라살리기 국민운동연합 안양시대표
- 대한약사회 대외협력본부장
- 안양시 국민보험공단 자문위원
- 유엔 피스코 의료봉사단 자문위원
- 윤석열당선인 선거대책 본부 공정한나라 대표위원장
- 윤석열당선인 선대위 국민행복위원회 경기도 본부장
- 국민의힘 경기도당 안양 동안 을 당협위원장
- (전)제7대 안양시의회 의원
- (전)제7대 안양시의회 보사환경위원회 위원장
- (전)국민의힘 경기도당 부대변인
- (전)경기도 약사회 부회장
- (전)안양시 약사회 회장
- (전)수원지방법원 안양지원 가사조정위원

## 수상
- 2022 제4회 안양시 소상공인 희망대상
- 2020 제5회 한국청소년재단 청소년희망 대상
- 2020 경기실버포럼 의정활동 최우수 시의원
- 2020 제45회 대한약사회 여약사 대상
- 2020 경기도시군의회의장협의회 의정활동 최우수 의원
- 2019 경기인터넷언론인협회 기초의원부문 의정대상
- 2018 경기도시군의회의장협의회 의정활동 최우수 의원
- 2017 티브로드 abc방송 의정대상
- 2017 전국공무원노동조합 우수의원상
- 2017 경기도 지역사회 발전 유공 표창
- 2015 무궁화사랑운동본부 대한민국무궁화스타대상 지자체 부문 대상

## 상세
- 약사출신으로 안양에서 23년동안 약국을 운영했다. 이후 2014년, 2018년 지방선거 안양시 아선거구[1] 시의원에 당선되고 2022년 안양시장 후보로 출마했다.
- 현재 안양시의회 대표시의원(국민의힘, 재선), 대한약사회 정책단장, 유엔피스코의료봉사단 자문위원, 경기도마약퇴치운동본부 고문, 동국대 경영전문대학원 이사 등을 맡고 있다.
- 또 윤석열 후보 선거대책본부 공정한나라 대표위원장직과 국민의힘 경기도당 부대변인, 경희의료원 근무, 경기도약사회 부회장, 안양시약사회장, 수원지방법원 안양지원 가사조정위원 등을 역임했다.

## 선거 이력
- 2014년 제6회 전국동시지방선거 경기 안양시 아선거구 새누리당 당선(초선)
- 2018년 제7회 전국동시지방선거 경기 안양시 아선거구 자유한국당 당선(재선)
- 2022년 제8회 전국동시지방선거 경기 안양시장 국민의힘 출마
- 2024년 제22대 국회의원선거 국민의힘 예비후보로 등록

## 여담
- 김필여 국민의힘 안양시장 후보는 첫 여성 안양시장에 도전하고 있다. 국민의힘 경선에서 만만찮은 경쟁자를 물리치고 후보로 확정되었다. 지역 정가에서는 2014년 제7대 안양시의회 의원으로 선출된 이후의 8년간 의정활동이 높게 평가받은 결과로 보고 있다.
- 포털사이트에서 김필여를 검색하면 가장 많이 나오는 내용이 봉사와 사회공헌 활동이다. 오래 지역에 뿌린 약사로서 작은 봉사활동으로 시작해 안양시의원 되면서 사회공헌 활동의 대상이 넓어지고 규모가 커졌다. 김 후보는 안양 사랑나눔회 창립이사로 참여해 취약계층 돕기에 앞장섰다. 사랑나눔회는 임원과 회원들의 회비 등을 모아 의료비를 못내 어려움을 겪는 이웃들을 챙겨왔다. 위기가정에 긴급생활 자금을 매달 최대 100만 원씩 지원하였고, 아이들에게 장학금 지원하는 등의 인보사업을 8년 넘게 추진했다.
- 전공이자 직업인 약사로서 의료봉사단체에 참여해 진료투약 봉사에도 힘을 보탰다. 건강을 해치는 약물 오남용을 막기 위한 마약 중독성 약물 예방 캠페인과 함께 청소년의 진로상담, 미래직업교육에도 발 벗고 나섰다. 10년 넘게 장학금 모금 활동에도 힘을 쏟고 있다.
- 유력 기관과 단체를 통한 사회공헌 활동도 활발하다. 현재 안양사랑나눔회 이사와 대한약사회 대외협력본부장, UN 피스코 의료봉사단 자문위원을 맡아 소외된 이웃에 힘이 되기 위해 노력하고 있다.
- 김필여 국민의힘 예비후보는 국가부도 사태로 어려움을 격고 있는 스리랑카에 싯가 2억5천만원 상당의 치료 의약품을 제이더블유제약의 도움으로 제공하였다.
- 스리랑카 정부는 김필여 예비후보에게 감사한 마음을 전했다....